# كازوكو يوشيوكي
كازوكو يوشيوكي (باليابانية: 吉行和子؛ بالكانا: よしゆき かずこ) هي مؤدية صوت وممثلة يابانية، ولدت في 9 أغسطس 1935 في طوكيو في اليابان.

## الأعمال

### أفلام
| السنة | العنوان               | الدور         |
| ----- | --------------------- | ------------- |
| 1978  | إمبراطورية العشق      | سيكي          |
| 1999  | صيف كيكوجيرو          | جدة ماساو     |
| 2008  | أوكوريبيتو            |               |
| 2008  | بونيو                 | توكي (صوت)    |
| 2014  | عندما كانت مارني هناك | المربية (صوت) |
| 2014  | البيت الصغير          |               |

## وصلات خارجية
- كازوكو يوشيوكي على موقع IMDb (الإنجليزية)
- كازوكو يوشيوكي على موقع ألو سيني (الفرنسية)
- كازوكو يوشيوكي على موقع أول موفي (الإنجليزية)
- كازوكو يوشيوكي على موقع قاعدة بيانات الأفلام السويدية (السويدية)
- كازوكو يوشيوكي على موقع قاعدة بيانات الفيلم (الإنجليزية)
- كازوكو يوشيوكي على موقع كينوبويسك (الروسية)